# ایستگاه متروی سهروردی
ایستگاه متروی سهروردی یکی از ایستگاه‌های خط ۳ متروی تهران است که در خیابان بهشتی بعد از چهارراه سهروردی در محدوده عباس‌آباد قرار دارد.
این ایستگاه به عنوان یکصد و سومین ایستگاه مترو تهران در تاریخ ۱۸ مرداد ۱۳۹۵ افتتاح شده و دارای ۱۴۰۰۰ مترمربع فضای سرپوشیده است.
برای ساخت این ایستگاه که در عمق ۲۵ متری زمین قرار دارد، علاوه بر ۸۹ هزار متر مکعب خاک برداری، ۵ هزار تُن آرماتوربندی، ۳۳ هزار متر مکعب قالب بندی و ۵۸ هزار متر مکعب بتن‌ریزی شده‌ است.
همچنین این ایستگاه دارای ۱۸ دستگاه پله برقی است که ورودی جنوبی آن افتتاح و ورودی شمالی آن نیز تا قبل از مهر آماده افتتاح می‌شود.